# 서아프리카 일광 절약 시간대
|  | UTC−01:00 | 카보베르데 시간                                                                     |
|  | UTC±00:00 | 서유럽 표준시 · 그리니치 평균시                                                     |
|  | UTC+01:00 | 중앙유럽 표준시 · 서아프리카 표준시 · 서유럽 일광 절약 시간대                       |
|  | UTC+02:00 | 중앙아프리카 시간 · 동유럽 표준시 · 남아프리카 표준시 · 서아프리카 일광 절약 시간대 |
|  | UTC+03:00 | 동아프리카 시간                                                                     |
|  | UTC+04:00 | 모리셔스 시간 · 세이셸 시간                                                         |

서아프리카 일광 절약 시간대(영어: West Africa Summer Time, WAST)은 서아프리카 시간에서 사용되는 일광 절약 시간제이다. 협정 세계시 (UTC)보다 2시간 빠른 표준시이다. (UTC+2)
나미비아에서 사용된다.

## 같이 보기
- 서아프리카 표준시